# Nikki Coghill
Nicola Vicars "Nikki" Coghill es una actriz australiana, conocida por haber interpretado a Miranda Parker en la serie Neighbours.

## Biografía
Antes de convertirse en actriz Nikki se entrenó como bailarina clásica.
Nikki está casada con Michael Randall, con quien tiene dos hijas Elly y Hayley.

## Carrera
En 1986 se unió al elenco que formó parte de la miniserie Sword of Honour, donde dio vida a Vivienne.
En 1992 dio vida a Yolande Le Clerc en la serie Hey Dad..!. En 1994 apareció en el programa The Bob Morrison Show como Lizzy Morrison. En 1996 apareció como invitada en un episodio de la serie policíaca G.P.. Un año después interpretó a Felicity McMurtrie en la serie policíaca Blue Heelers. En 1999 se unió al elenco de Thunderstone, donde interpretó a la doctora Liz Daniels hasta el final de la serie en 2000.
En 2002 apareció en un episodio de la popular serie australiana Mcleod's Daughters, donde interpretó a Gabi Harding. El 23 de julio de 2007 se unió al elenco principal de la popular serie Neighbours, donde interpretó a Miranda Parker hasta el 24 de julio de 2009.                                    
En 2010 apareció como invitada en un episodio de la serie policíaca City Homicide, donde interpretó a Heather Worthington.

## Filmografía
Series de televisión
| Año         | Serie                 | Personaje           | Notas                                                    |
| ----------- | --------------------- | ------------------- | -------------------------------------------------------- |
| 2013        | It's a Date           | Pauline             | episodio "How Important Is A Sense Of Humour On A Date?" |
| 2010        | City Homicide         | Heather Worthington | episodio "Flight Risk"                                   |
| 2007 - 2009 | Neighbours            | Miranda Parker      | 229 episodios                                            |
| 2002        | Mcleod's Daughters    | Gabi Harding        | episodio "Blame It on the Moonlight"                     |
| 2002        | Guinevere Jones       | Faerie Queen        | -                                                        |
| 1999 - 2000 | Thunderstone          | Dra. Liz Daniels    | 43 episodios                                             |
| 1997        | Blue Heelers          | Felicity McMurtrie  | episodio "The All-Seeing Eye"                            |
| 1996        | G.P.                  | -                   | episodio "Pendulum"                                      |
| 1994        | The Bob Morrison Show | Lizzy Morrison      | 26 episodios                                             |
| 1991, 1994  | The Flying Doctors    | Jackie Crane        | 2 episodios                                              |
| 1993        | Time Trax             | Katherine Vickers   | episodio "Photo Finish"                                  |
| 1993        | Minder                | Susan Hamilton      | episodio "A Taste of Money"                              |
| 1992        | Hey Dad..!            | Yolande Le Clerc    | 2 episodios                                              |
| 1991        | Acropolis Now         | Rebecca             | episodio "Snow Job: Part Two"                            |
| 1988        | All the Way           | Terry O'Rourke      | miniserie                                                |
| 1986        | Sword of Honour       | Vivienne            | 4 episodios - miniserie                                  |
| 1985        | A Fortunate Life      | Evelyn              | episodio "Providence" - miniserie                        |
| 1983        | Starting Out          | Margot Fallon-Smith | -                                                        |
| 1982        | Sons and Daughters    | Nikki Holland       | -                                                        |

Películas
| Año  | Título                      | Personaje                    | Notas                                                                                |
| ---- | --------------------------- | ---------------------------- | ------------------------------------------------------------------------------------ |
| 1994 | Point of No Return          | Kate Maguire                 | junto a Marcus Graham, Bruce Alexander & Andrew Curry                                |
| 1990 | All the Rivers Run 2        | Philadelphia "Delie" Edwards | junto a John Waters, Parker Stevenson & John Jacobs                                  |
| 1989 | The Saint: Fear in Fun Park | Felicity                     | junto a Simon Dutton, Ed Devereaux, Max Cullen & Richard Roxburgh                    |
| 1988 | The Fremantle Conspiracy    | Hanna                        | junto a Bernard Hill, Lloyd Morris, Richard Moir & John Doyle                        |
| 1987 | The Time Guardian           | Annie Lassiter               | junto a Tom Burlinson, Dean Stockwell & Carrie Fisher                                |
| 1987 | Dark Age                    | Steve Harris                 | junto a John Jarratt, Max Phipps, Burnham Burnham & Ray Meagher                      |
| 1987 | Running from the Guns       | Jill                         | junto a Jon Blake, Mark Hembrow & Terence Donovan                                    |
| 1987 | Rock n' Roll Cowboys        | -                            | junto a Peter Phelps, David Franklin & Ben Franklin                                  |
| 1986 | Playing Beatie Bow          | Dovey                        | junto a Peter Phelps, Imogen Annesley, Mouche Phillips, Moya O'Sullivan & Don Barker |
| 1985 | Rebel                       | Joven de la Banda            | junto a Matt Dillon, Bryan Brown, Bill Hunter, Ray Barrett & Antoinette Byron        |

Teatro
| Año  | Obra               | Personaje | Director (a)      | Teatro              | Notas                                                              |
| ---- | ------------------ | --------- | ----------------- | ------------------- | ------------------------------------------------------------------ |
| 2004 | The Frail Man      | -         | Aubrey Mellor     | Playbox Theatre     | junto a Paul Bishop, Margaret Harvey, Colin Moody & James Saunders |
| 2001 | Hit and Run        | -         | Nancy Black       | -                   | junto a Stewart Morritt                                            |
| 1995 | Triptych           | -         | Kate Herbert      | -                   | junto a Steve Payne & Joseph Spano                                 |
| 1994 | The Glass Mermaid  | -         | Aubrey Mellor     | Playbox Theatre     | junto a Cathy Downes, Alice Garner, William Gluth & Dino Marnika   |
| 1993 | The Temple         | -         | Bruce Myles       | Alexander Theatre   | junto a Geneviève Picot, Tony Hawkins, Mark Little & Anthony Wong  |
| 1992 | A Month of Sundays | -         | Janis Balodis     | Russell St. Theatre | junto a Tom Considine, Bob Hornery & Deidre Rubenstein             |
| 1987 | Shakers            | -         | Terence O'Connell | Belvoir St. Theatre | junto a Gia Carides, Kaarin Fairfax & Lisa Kelly                   |
| 1984 | Filumena           | -         | Graeme Blundell   | Athenaeum Theatre   | junto a Kirsty Child, Chris Connelly, Nick Tate & David Whitney    |
| 1984 | The Real Thing     | -         | John Sumner       | Athenaeum Theatre   | junto a Graeme Blundell, Kirsty Child & David Whitney              |